# David Watt Prize
Der David Watt Prize ist ein jährlich vergebene Auszeichnung.
Sie ist mit £10,000 dotiert und wird an Autoren verliehen, die sich für eine bessere Vermittlung von (nationaler/internationaler/globaler) Politik verdient gemacht haben.
Nominiert werden Autoren, die Beiträge mit mehr als 5000 Wörtern in einer englischsprachigen Zeitung oder Magazin im Vorjahr veröffentlicht haben.
Der Preis wurde von der Rio Tinto Group ins Leben gerufen. Er soll an David Watt (1932–1987) erinnern, einen britischen politischen Journalisten.

## Preisträger (Auswahl)
- 1997: John Lloyd
- 1999: Charles Leadbeater (The Independent)
- 2001: Robert Fisk (The Independent)[1]
- 2002: Philip Stephens (Financial Times)
- 2003: David Gardner (Financial Times)
- 2004: James Blitz (Financial Times)
- 2005: Hamish McRae (The Independent)
- 2006: Sophie Pedder (The Economist)
- 2007: Richard Tomkins (Financial Times)
- 2008: Jonathan Freedland (The New York Review of Books)
- 2009: keine Vergabe